# Volga-Oka-kulturen
Volga-Oka-kulturen är ett samlingsnamn för keramikanvändande jägar-samlarsamhällen i skogszonen i centrala Ryssland i regionen som omsluts av övre Volga, Oka och Desnafloderna under fjärde och tredje millenniet f.Kr.
Detta område var hemland för gropkeramiska kulturerna, en direkt ättling till den lokala mesolitiska gruppen. Den tidigaste av Volga-Oka-kulturerna var lialovokulturen som dateras till det fjärde millenniet f.Kr. Nära besläktat var belevkulturen som utvecklades senare under 4.000 f.Kr söder om lialovo. Bådas boplatser återfanns vid flodbankarna, vid sjösidorna och på sanddynerna. Utgrävningar i kulturlagren vid sjöarna pekar på ett ganska bofast folk, medan boplatserna vid sanddynerna inte gör det.
Ekonomin var inte baserad på jordbruk eller boskapsskötsel, utan på jakt och fiske. Keramiken består av karakteristiska bylsiga kärl med en spetsig eller rundad botten, dekorerad med djupa gropar arrangerade i horisontellt delade av kamavtryck. Regionala och lokala varianter i keramiken förekommer. De efterträddes av fatjanovokulturen omkring 2.000 f.Kr.